# Fredericia

Fredericia térképre 1900 körül

Fredericia város Dániában. Az azonos nevű Fredericia község székhelye.

## Földrajz
A város a Kis-Bælt jyllandi partján fekszik, Middelfarttal átellenben. Központi fekvése és jelentős kikötője miatt a fővárosi szerepre is pályázhatott, azonban végül a nagyobb népességű Koppenhága maradt a főváros. Fredericia így is az ország egyik legjelentősebb közlekedési csomópontja.

## Történelem
Az erőd-várost III. Frigyes dán király alapította 1650-ben; nevét is róla kapta.
A harmincéves háború nagy pusztítást vitt végbe a védtelen Jyllandon, így IV. Keresztély dán király jónak látta, ha épít egy jelentős erődöt a katonailag elavult közeli Koldinghus várkastély helyett. Mivel szeretett volna egy nagyobb várost is alapítani Jyllandon, a két tervet egyben próbálta megvalósítani. Az első erőd azonban nem volt tökéletes, és a svédek támadása során áttörték a védelmet. Az erőd befejezése így III. Frigyesre maradt. A király 1650. december 15-én adományozott kiváltságokat a városnak. 1651-ben a Frederiksodde, majd 1664-ben a máig használatos, latinosított Fredericia nevet kapta.

### A fredericiai csata
1849-ben az első schleswig-holsteini háború (1848–1851) során a schleswig-holsteini csapatok ostrom alá vették Fredericia erődítményét. A dánok azonban tengeri fölényük révén meg tudták erősíteni a helyőrséget, és a védők 1849. július 6-án éjjel egy órakor támadást indítottak az ostromlók ellen. A csatában fényes sikert arattak, reggelre szétverték az ostromlókat. A fredericiai csata évfordulójáról a városban minden évben megemlékeznek. A dán gyalogosok (landsoldat) hősiessége emlékére 1858-ban szobrot állítottak, amit a világ első, az „ismeretlen katona” számára emelt emlékműnek tartanak.

## Gazdaság
A város fontos közlekedési csomópont, olajfinomítója, sörgyára is van, valamint itt működik az Electrolux dániai gyára.

## Közlekedés
A településen keresztül halad a Koppenhága–Fredericia/Taulov-vasútvonal.

## Látnivalók
- Fredericia erődje – szabadtéri múzeum, számos korabeli 24 és 3 fontos ágyúval
- Landsoldaten: gyalogos katona szobra a fredericiai csata emlékére, amelyet minden év július 6-án megünnepelnek a városban

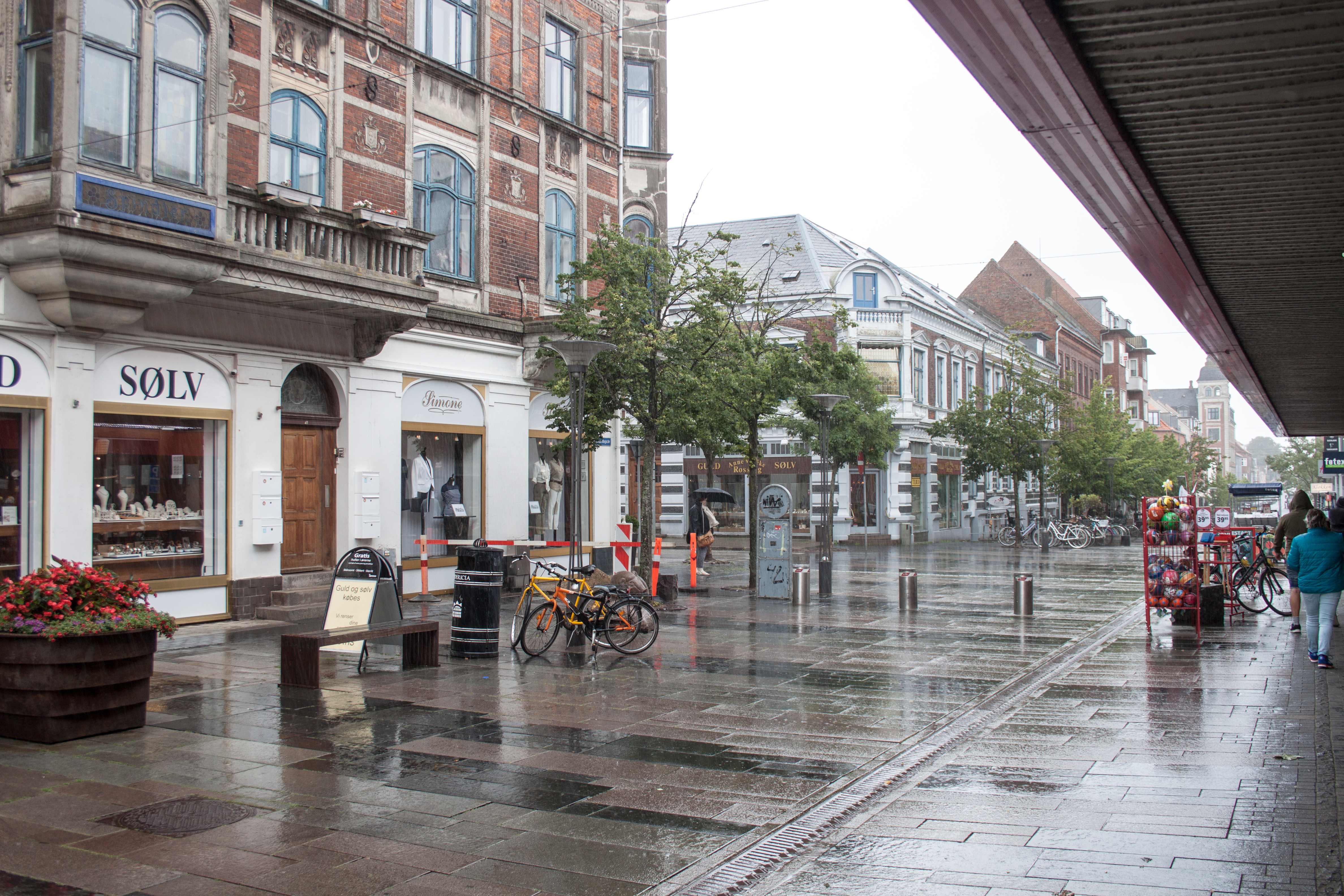
Belvárosi utca
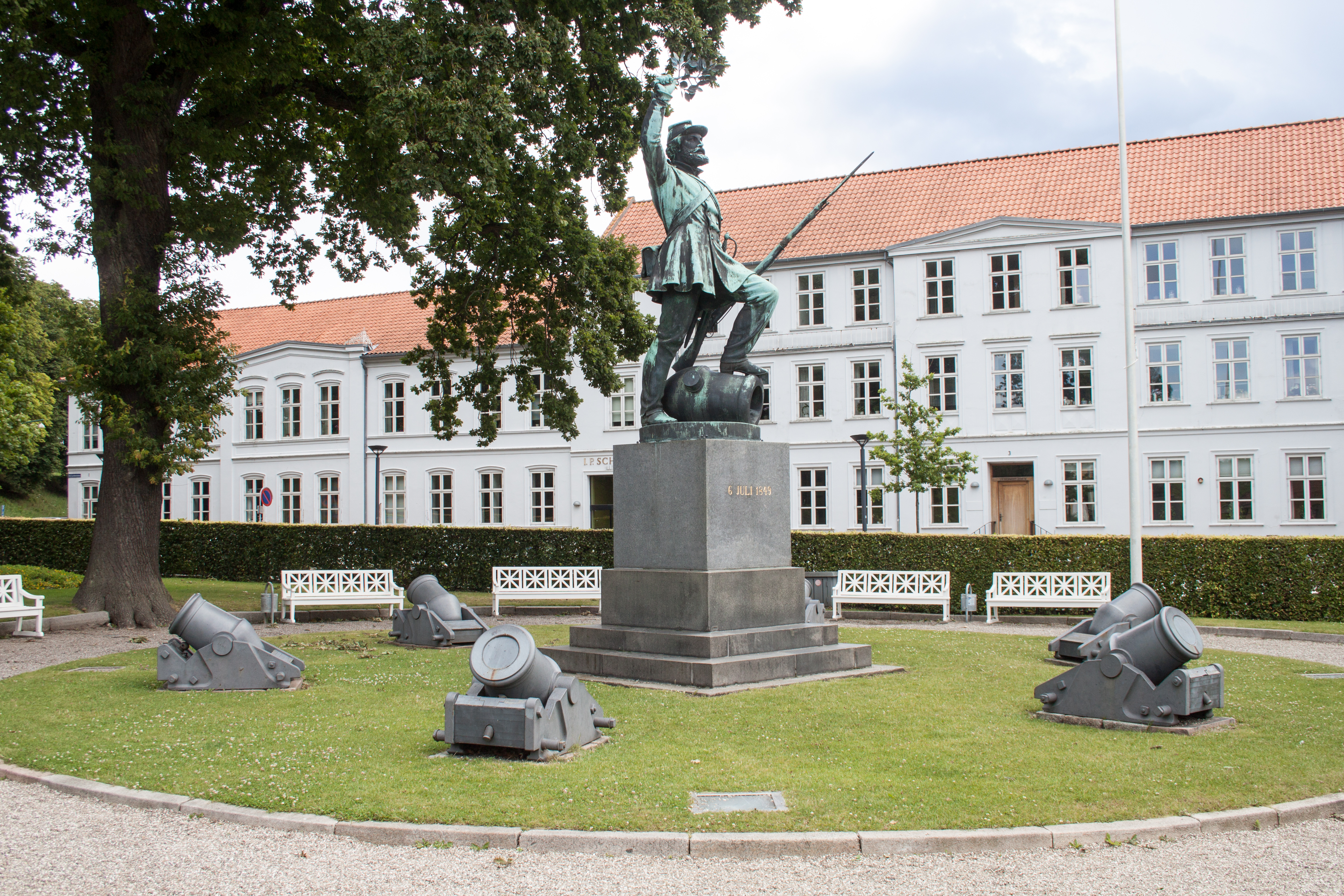
Az ismeretlen dán gyalogoskatona emlékműve az 1849-es csata emlékére
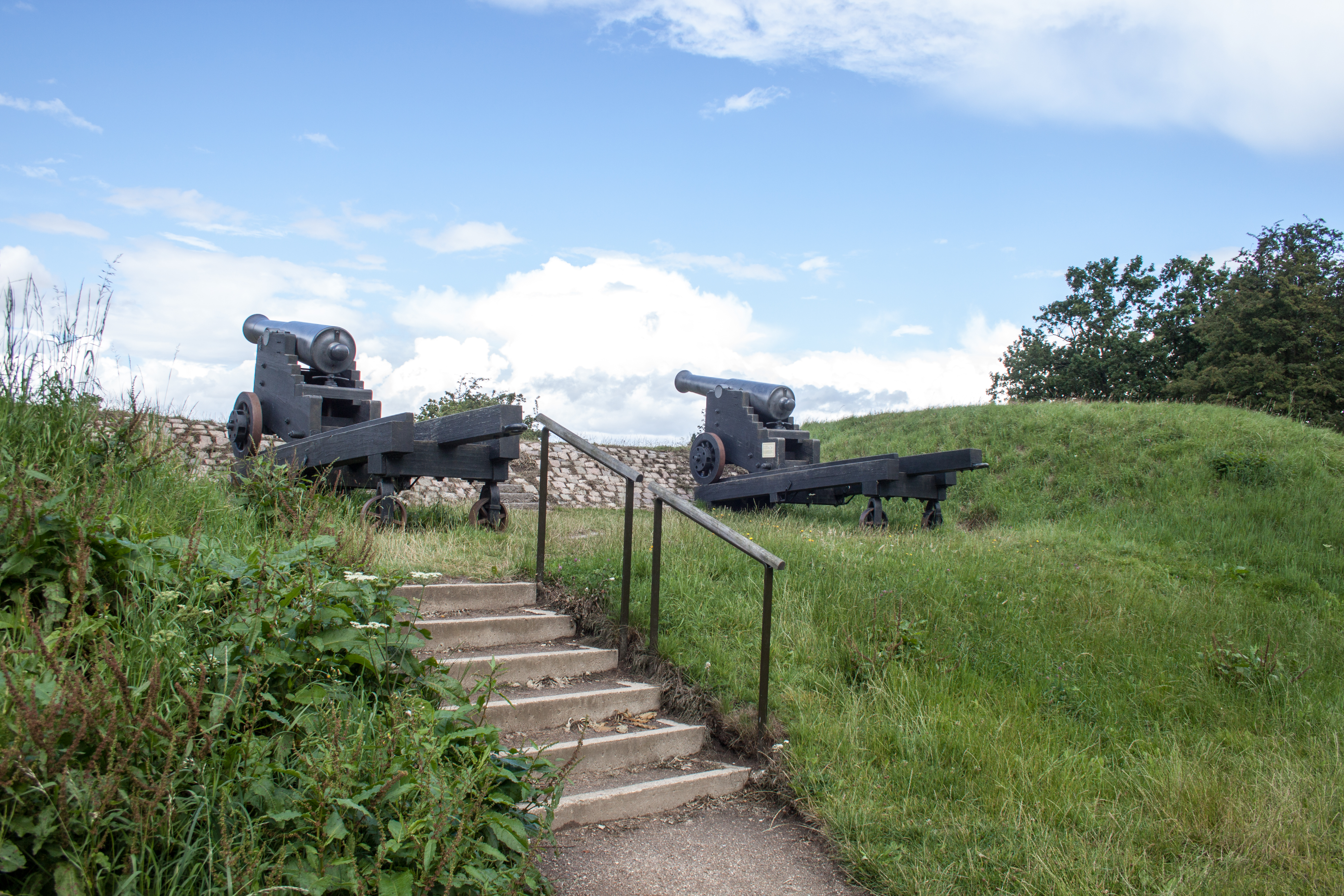
Fredericia erődjének ágyúi
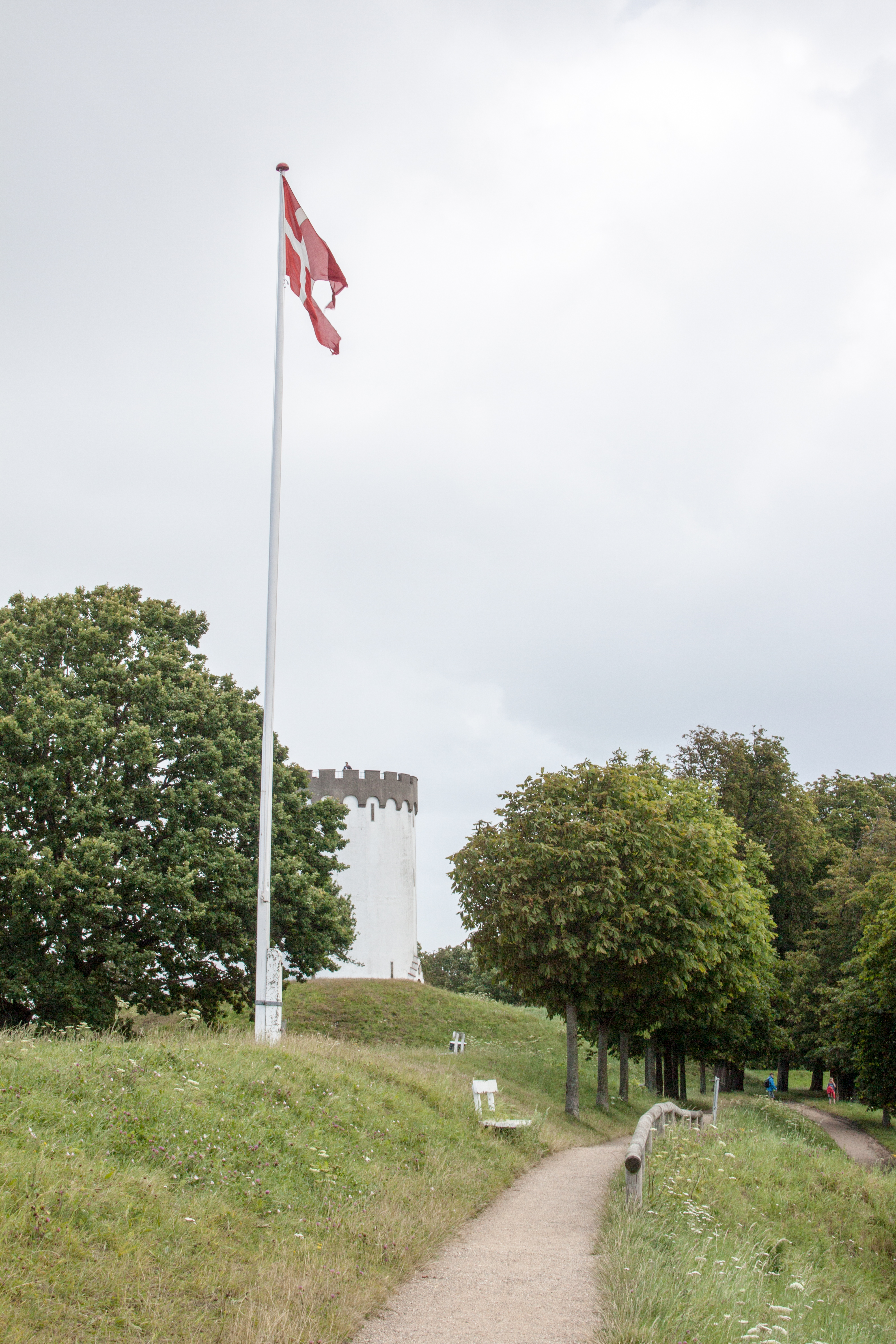
Az erőd lobogója a fehér víztoronnyal